# Panchgani
Panchgani (o Panchagani) è una città dell'India di 13.280 abitanti, situata nel distretto di Satara, nello stato federato del Maharashtra. In base al numero di abitanti la città rientra nella classe IV (da 10.000 a 19.999 persone).

## Geografia fisica
La città è situata a 17° 55' 0 N e 73° 49' 0 E e ha un'altitudine di 1.292 m s.l.m..

## Società

### Evoluzione demografica
Al censimento del 2001 la popolazione di Panchgani assommava a 13.280 persone, delle quali 7.531 maschi e 5.749 femmine. I bambini di età inferiore o uguale ai sei anni assommavano a 1.204, dei quali 618 maschi e 586 femmine. Infine, coloro che erano in grado di saper almeno leggere e scrivere erano 10.853, dei quali 6.538 maschi e 4.315 femmine.

## Curiosità
Ha ospitato dal 1955 al 1963 il cantante Freddie Mercury, allora noto ancora come Farrokh "Freddie" Bulsara. Egli studiò infatti proprio alla St. Peter's School di Panchgani.